# Aleksandar Madzar
Aleksandar Madzar (Belgrado, 31 de mayo de 1968) es un pianista serbio. 

## Carrera artística
Madzar ganó el tercer premio del Concurso Internacional de Piano de Leeds en 1996, siendo superado por el ruso Ilya Itin y el italiano Roberto Cominati. En el Festival de Verbier (Suiza) de 2008 tocó un ciclo completo de Beethoven.